# 倉石一郎
倉石 一郎（くらいし いちろう、1970年3月 - ）は、日本の教育学者。京都大学大学院人間・環境学研究科教授。博士（人間・環境学）。専門は教育社会学。兵庫県出身。

## 略歴
- 1992年3月 京都大学工学部衛生工学科卒業
- 1995年3月 京都大学大学院人間・環境学研究科修士課程修了
- 1998年3月 同 博士後期課程 研究指導認定退学
- 2000年7月 博士（人間・環境学）学位取得
- 2002年4月 東京外国語大学外国語学部 助教授（地域・国際講座、人間・環境系列）
- 2009年4月 東京外国語大学総合国際学研究院 准教授（国際社会部門、国際研究系、大学院重点化に伴う配置換え）
- 2013年10月 京都大学大学院人間・環境学研究科 准教授
- 2017年4月 現職

## 著書

### 単著
- 『福祉教育の社会学：〈包摂と排除〉を超えるメタ理論』明石書店 2021/ISBN：978-4-7503-5220-6
- 『アメリカ教育福祉社会史序説：ビジティング・ティーチャーとその時代』春風社 2014/ISBN：978-4-8611-0416-9
- 書評 玉井 眞理子（2016）『ソシオロジ』61（1）：95-103
- 合評報告 正木遥香（2016）「倉石一郎『アメリカ教育福祉社会史序説―ビジティング・ティーチャーとその時代–』 合評会報告」比較教育社会史研究会編『通信Ⅱ』3：2ｰ４
- 『包摂と排除の教育学：戦後日本社会とマイノリティへの視座』生活書院 2009 ※2011年に第4回日本教育社会学会奨励賞（著書の部）を受賞

→『増補新版 包摂と排除の教育学 マイノリティ研究から教育福祉社会史へ』生活書院 2018／ISBN：978-4-86500-077-1
- 『差別と日常の経験社会学：解読する<私>の研究誌』生活書院 2007／ISBN：978-4-9036-9017-9
- 書評 足立重和（2008）『社会学評論』59（3）：621-622
- 書評 伊地知 紀子（２００９）『ソシオロジ』54（1）：133-140

### 共著・編著
- 中島勝住編『学校の境界』阿吽社　2003／ISBN：978-4-900590-74-6
- 教育の境界研究会編『むかし学校は豊かだった』阿吽社 2009／ISBN：978-4-900590-89-2
- 蘭信三編『中国残留日本人という経験』勉誠出版 2009／ISBN：978-4-585-03236-6
- 稲垣恭子編『教育における包摂と排除：もう一つの若者論』明石書店 2012／ISBN：978-4-7503-3677-0

ほか多数

### 翻訳
（※準備中）
| スタブアイコン | サブスタブ | この項目は、まだ閲覧者の調べものの参照としては役立たない、人物に関連した書きかけの項目です。この項目を加筆・訂正などしてくださる協力者を求めています（P:人物伝/PJ:人物伝）。 |